# Brown, Marshalls and Co. Ltd.

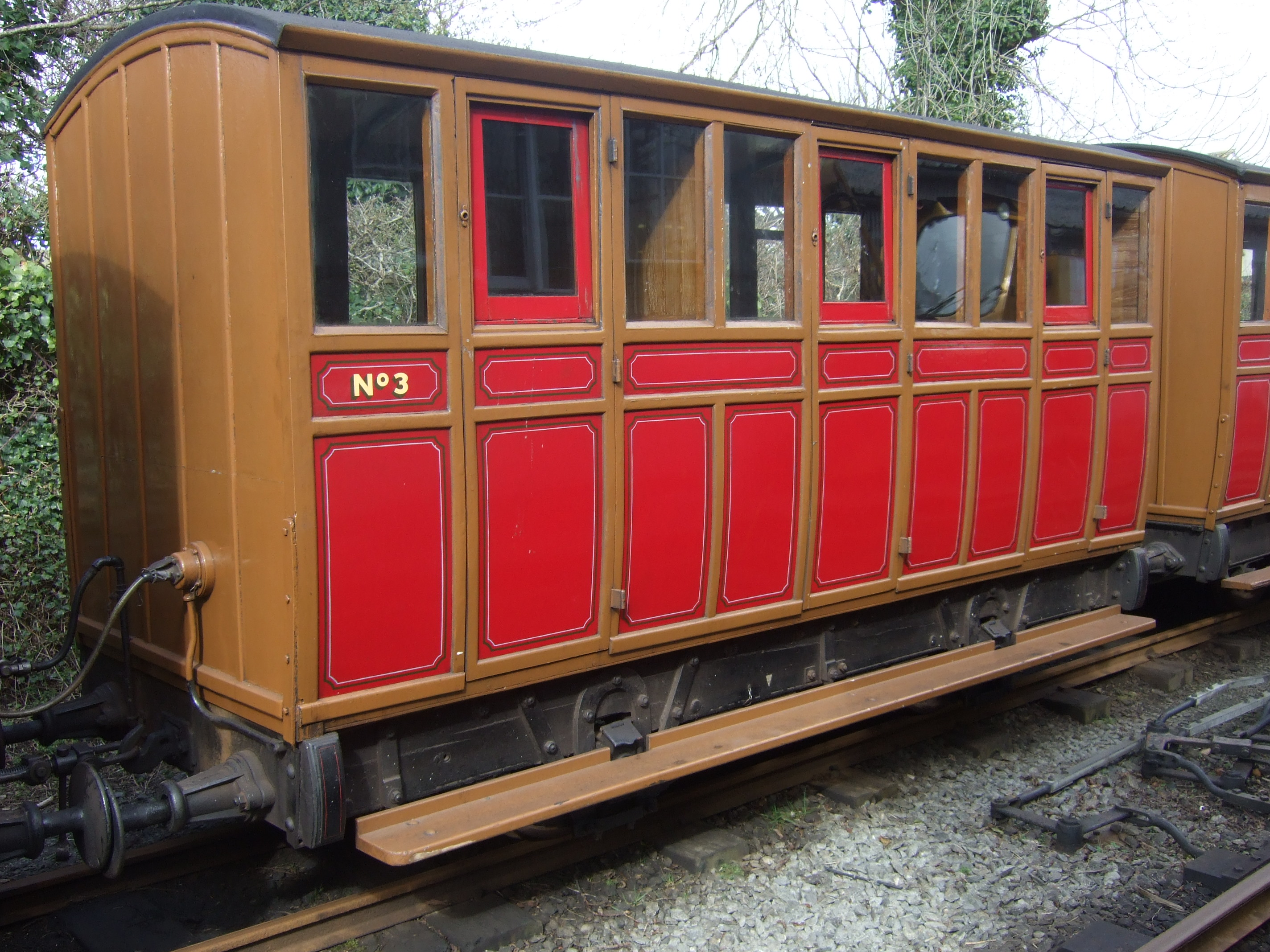
El vagó número 3 de la Talyllyn Railway, el primer vagó construït per a aquesta línia (1866).

Brown, Marshalls and Co. Ltd. era una empresa de Saltley (Birmingham, Regne Unit) que fabricava vagons de ferrocarril. Va ser fundada el 1840. L'any 1866 van construir els vagons originals per la Talyllyn Railway –actualment encara en ús– i el 1873 van construir dos bogis per la Ffestiniog Railway, els quals foren els primers bogis de la Gran Bretanya amb armadura de ferro (també s'usen encara actualment).
El 1902 l'empresa passà a formar part de la Metropolitan Amalgamated Railway Carriage & Wagon Company, que finalment passà a formar part de Metro-Cammell, empresa que va continuar fabricant matrial rodant a Birmingham fins a l'any 2005.